# Barrio-Panizares
Barrio Panizares es una pedanía del municipio de Basconcillos del Tozo en la provincia de Burgos, en la comunidad autónoma de Castilla y León, España.

## Red viaria y red de carreteras
El acceso rodado hacia el resto del municipio se realiza desde la carretera BU-V-6223. una carretera local conectada con la nacional 627. La comunicación es regular.
Las calles del pueblo están en su mayoría pavimentadas, aunque carecen de encintado de aceras.
La distancia de Barrio a Basconcillos es de 3,5 km.

## Topónimo
- Barrio de...

toponimia que enuncia la riqueza agrícola.

## Demografía
En 2008 contaba con 19 habitantes.
Wikimapia/Coordenadas: 42°42'59"N 3°57'44"W
- Estructura Urbana

El núcleo de Barrio Panizares se sitúa en las estribaciones de La Lora, en un terreno con fuerte pendiente, junto al río Rudrón. Las calles se distribuyen siguiendo las curvas de nivel, es un núcleo lineal con calles paralelas al río.
Son calles estrellas, manzanas compactas con edificaciones con patios, cercados por muros de piedra.
La trama urbana aparece muy consolidada.
Carece de espacios públicos abiertos. La iglesia se sitúa en el lado Norte del Pueblo en una colina que domina el núcleo.
Por lo general las parcelas son pequeñas con frentes de fachada inferiores a 10 metros, y de poco fondo.
- Economía

La estructura económica se fundamenta en la agricultura. Carece de actividad industrial.
Dentro de la agricultura, ésta se fundamenta en el cultivo de la patata, y en menor medida del secano, fundamentalmente trigo y cebada.
Existen infraestructuras de regadío para los cultivos de patata. En diferentes variedades de consumo y siembra.
Es está una de las pocas zonas productoras de España, pues en este caso, el fresco clima veraniego permite obtener un producto de calidad, exento de virosis y enfermedades degenerativas, tan frecuentes en la patata.

## Comarca delTozo.
El Tozo es el apellido de una comarca administrativa ampliada por la fusión de los Ayuntamientos de Basconcillos del Tozo y La Piedra. Se encuentra a menos de 50 kilómetros de la capital burgalesa, ocupa una extensión 8.927 ha. Es una zona de transición a la montaña y ello se ve reflejado en el clima semihúmedo y frío, con inviernos fríos, duros y largos, con abundancia de nieves y heladas, y veranos cortos y secos. Con grandes oscilaciones termométricas. La lluvia, bastante abundante, queda muy repartida estacionalmente, con la excepción de un periodo más seco de julio y agosto.
- Vía Pecuaria

En el término municipal de Basconcillos, existe una vía pecuaria denominada “Colada del Camino Real de Burgos a Aguilar”.
Esta vía pecuaria posee una anchura variable y una longitud dentro del término municipal de 17,5 km aproximadamente, siendo su dirección sudoeste-noroeste.
- Éxodo rural

Desde la década de los 60 la zona ha perdido cerca de 1000 habitantes. Esta despoblación en parte se debió a las malas condiciones agrícolas como consecuencia de la calidad y posibilidades de la tierra. Pero sobre todo se debió al afán de progresar de los jóvenes, que emigraban hacia los puntos de actividad industrial.

## Relevancia histórica Páramos

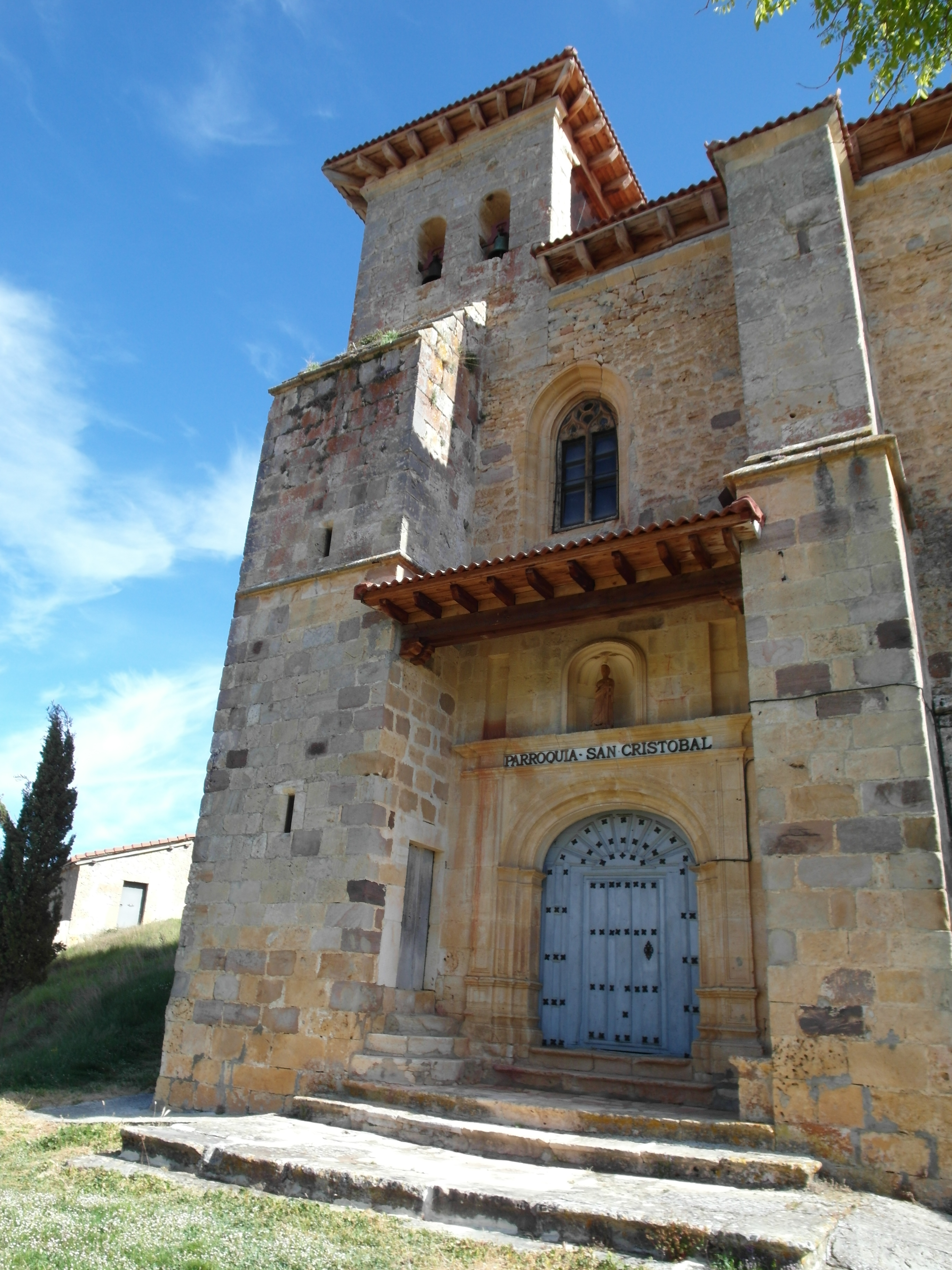
Iglesia de Barrio Panizares.

En el año 860, el rey Ordoño I manda al conde Rodrigo repoblar la vieja ciudad cántabra de Amaya (conquistada por Augusto, Leovigildo, Tarik y Alfonso I). Su hijo Diego Porcelos fundaría Burgos en 884 y desde entonces Castilla no pararía de extender sus territorios.
La creación de los alfoces, es de capital importancia para comprender esta expansión.
La misión primordial fue desde el principio militar, participando además en la hueste regia, cuando se les requería para hacer frente a las grandes acometidas del Islam. De esta manera contribuían a la normalización del régimen aldeano y la protección a escala local.
El alfoz de Panizares, citado en 1190, incluía todo el valle de Valdelucio con un total de 19 pueblos: Trashaedo del Tozo, Prádanos del Tozo, San Mamés de Abar, Basconcillos del Tozo, Hoyos del Tozo, Arcellares, Pedrosa de Arcellares, Solanas, Corralejo, Barriolucio, La Riba, Quintanas, Llanillo, Mundilla, Villaescobedo, Fuencaliente, Paúl y Renedo de la Escalera; los DESPOBLADOS registrados en este alfoz alcanzan la cifra de 15. Los montes que limitaban por el sur a este alfoz muy bien pudieron constituir en los primeros momentos el límite meridional del primitivo baluarte de resistencia.

## Historia
Señorío solariego en 1553 perteneciente al Monasterio de las Huelgas, Burgos.
Lugar que formaba parte de la Cuadrilla del Tozo en el Partido de Villadiego, uno de los catorce que formaban la Intendencia de Burgos, durante el periodo comprendido entre 1785 y 1833, en el Censo de Floridablanca de 1787, jurisdicción de señorío siendo su titular el Duque de Frías, alcalde pedáneo.
- Estadística Diocesana

Según la primera Estadística Diocesana realizada en el 1858, este era el número de almas que tenía cada pueblo: Arcellares, 81; Barrio Panizares 159; Basconcillos, 87; Fuente Úrbel, 110; Hoyos del Tozo, 108; La Piedra, 173; La Rad, 67; Prádanos del Tozo, 79; Santa Cruz, 155; San Mamés de Abar, 173; Trashaedo, 91 y Talamillo, 125. Todos estaban incorporados a la Vicaría de La Rad.

## 1849-1960 Contexto Histórico
BARRIO PANIZARES: l. con ayut. en la prov., dióc., aud. terr. y c. g. de Burgos (9 leg.), part. jud. de Villadiego (4); SIT. En una llanura rodeada muy próximamente de elevadísimas alturas; reinan los 4 vientos cardinales y su CLIMA es templado y sano, no padeciéndose por lo regular otras enfermedades que reumas, jaquecas é histéricos. Tiene 24 CASAS, varias fuentes en el TÉRM. de buenas aguas, aunque los vec., se surten para sus usos de las del r., y una igl. parr. bajo la advocación de San Cristóbal, servida por un cura párroco: en otro tiempo hubo también 2 ermitas de las que ya no existen más que las ruinas, la una dedicada á San Salvador en el sitio que llaman Casterreño al N. de la pobl. y la otra al E. con el título de San Román. Confina N. Valdeajos, E. Hoyos del Tozo, S. Basconcillos y O. Arcellares. Dicese que entre dicho pueblo de Valdeajos y el que se describe, hubo otro llamado Quintana de Altaniva, cuyo nombre conserva aun el sitio que ocupaba, a la dist. como de ¼ de leg. y casi en el mismo camino que cruzando el valle de Valderredible viene de Reinosa con dirección á varios puntos, especialmente á Burgos y Villadiego, HAY UNA PIEDRA DE CALIDAD MUY FUERTE Y EN ELLA GRABADA LA PISADA DE UN HOMBRE EXTRAORDINARIO CON TANTA PERFECCIÓN QUE ADMIRA A CUANTOS LA VEN; EN LA MISMA PIEDRA EXISTE TAMBIEN LA PISADA DE UN TERRIBLE CABALLO CON MAS LA RODILLA DEL MISMO ANIMAL: ESTAS DOS ULTIMAS SEÑALES SE ADVIERTEN EN IGUAL FORMA EN OTRA PIEDRA INMEDIATA, Y EN AMBAS DE 6 A 8 LANZADAS, TODO REPRESENTADO MUY A LO VIVO Y EN ADEMÁN DE ESTAR EL CABALLO DANDO VUELTAS; ESTE SITIO CONSERVA DE TIEMPO INMEMORIAL EL NOMBRE DE LA PATADA DEL CID HABIENDO LLAMADO TAN RARO FENÓMENO LA ATENCIÓN DE LOS FRANCESES EN LA GUERRA DE LA INDEPENDENCIA, Y MUY PARTICULARMENTE LA DE LOS INGLESES QUE A PROPÓSITO ENVIARON UN COMISIONADO PARA QUE LO EXAMINASE; REFIERESE POR TRADICIÓN QUE EN ÉL HUBO UNA SERPIENTE QUE SE TRAGO SIETE NIÑOS Y QUE NOTICIOSO DE ELLO EL CID, FUE Y LA MATÓ, ENCONTRÁNDOSE A POCOS PASOS UNA CUEVA QUE INFUNDE CIERTO TERROR DONDE DICEN SE ABRIGABA AQUELLA. A ½ CUARTO DE LEG. ENTRE EL ANUNCIADO Y EL PUEBLO, SE VE UN PUENTE EN LA POSICIÓN MAS ESCABROSA QUE LLAMAN LA PUENTE DEL HOYO, FABRICADO POR LA MISMA NATURALEZA EN TAL ESTADO, QUE SIENDO TODO ÉL UNA PIEDRA VIVA, ESTÁ HECHO CON LA MAYOR PERFECCIÓN, ADORNÁNDOSE UN HERMOSO ARCO POR BAJO DEL CUAL JAMAS HA CORRIDO AGUA ALGUNA, Y CONTANDO IGUALMENTE LA TRADICIÓN LA ANÉCDOTA DE QUE FUÉ ABIERTO POR LA SERPIENTE PARA IR A BEBER DESDE SU CUEVA AL R. RUDRÓN. El TERRENO es de varias calidades, habiendo un carrascal á la parte del N. poco poblado, efecto sin duda de que esta tierra no es nada á propósito para montes: está bañado por las aguas del ya citado r. cuyo caudal es sumamente escaso durante el verano, al par que en el invierno ó tiempo lluvioso inunda hasta las casas y perjudica bastante los sembrados inmediatos. Los CAMINOS son de pueblo á pueblo en buen estado y la CORRESPONDENCIA se recibe de Villadiego por conductor, y de Polientes por medio de un peatón; PROD.: trigo, cebada y demás granos; verduras y alguna fruta; ganado lanar y vacuno; caza de perdices, y pesca de truchas, cangrejos, alguna que otra anguila y otros peces menores. La IND. consiste en 4 molinos harineros, los 2 del concejo y los otros 2 particulares; y el COMERCIO en la extracción de ganados, especialmente carneros, y algún grano de su propia cosecha; POBL.: 18 vec., 62 alm.; CAP. PROD.; 240,410 rs.; IMP.: 23,573; CONTR: 2,463 rs. 20 mrs. El PRESUPUESTO MUNICIPAL asciende á 1,968 rs. que se cubren por reparto entre los vecinos.
Diccionario geográfico-estadístico de España y sus posesiones de Ultramar, Pascual Madoz. Madrid, 1845

## Patrimonio
De arquitectura popular, en este pueblo tiene lugar la resurgencia del Rudrón. Se encuentra situado al sur de la Lora. En lo alto del pueblo destaca su iglesia.
También destaca en el pueblo la casa de Los Indianos, el primer cine de la zona, ya que en ella durante la década de los años 20 se proyectaban películas. Años más tarde la casa fue usada por el bando sublevado durante la Guerra Civil.

## Parroquia
Iglesia (enlace roto disponible en Internet Archive; véase el historial, la primera versión y la última).
- Atrio con crucero y barandilla.

Columna con capitel sencillo y cruz sobre él. Basa cuadrada y pedestal con planta cuadrada y tres niveles. Sillería.
- Párroco: Joaquín Cidad Pérez

Elementos Protegidos de Interés Cultural
- Iglesia Parroquial
- Cementerio
- Cruz